# إيما أوغوستا شاركي
إيما أوغوستا شاركي (بالإنجليزية: Emma Augusta Sharkey) (15 سبتمبر 1858، روتشستر في الولايات المتحدة - 6 مايو 1902)؛ صحفية، كاتِبة وروائية أمريكية.